# Angel Witch (album)
Angel Witch è il primo album degli Angel Witch, pubblicato il 12 marzo 1980 dalla Bronze Records.

## Tracce
Tutte le tracce sono composte da Kevin Heybourne
1. Angel Witch - 3:25
2. Atlantis - 3:42
3. White Witch - 4:48
4. Confused - 2:52
5. Sorcerers - 4:16
6. Gorgon - 4:06
7. Sweet Danger - 3:07
8. Free Man - 4:44
9. Angel of Death - 4:52
10. Devil's Tower - 2:28

## Formazione
- Kevin Heybourne - chitarra, voce
- Kevin "Skids" Riddles - basso
- Dave Hogg - batteria